# Ула Тирсо
Ула Тирсо (итал. Ula Tirso) је насеље у Италији у округу Ористано, региону Сардинија.
Према процени из 2011. у насељу је живело 579 становника. Насеље се налази на надморској висини од 358 м.

## Становништво
Према резултатима пописа становништва 2011. у општини је живело 580 становника.
| 1931. | 1936. | 1951. | 1961. | 1971. | 1981. | 1991. | 2001. | 2011. |
| ----- | ----- | ----- | ----- | ----- | ----- | ----- | ----- | ----- |
| 1.094 | 1.149 | 1.227 | 1.268 | 980   | 858   | 687   | 634   | 580   |

## Партнерски градови
- Пескјера дел Гарда